# Debconf (software)

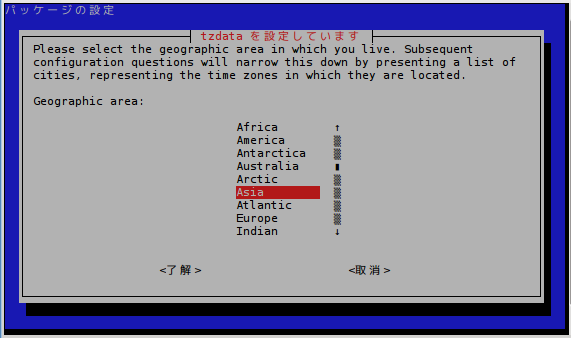

debconf è un programma che effettua compiti di configurazione su tutto il sistema, su sistemi Unix-like, sviluppato per la distribuzione Linux Debian e integrato con il sistema di gestione dei pacchetti Debian, dpkg.
Quando un pacchetto vengono installati, debconf pone delle domande all'utente per determinare la configurazione da associare al pacchetto.
A seconda dell'ambiente in cui viene eseguito, debconf sceglie l'interfaccia utente più adeguata: testuale oppure grafica con le librerie più diffuse in KDE o GNOME.
Lo stesso questionario è disponibile anche dopo l'installazione, chiedendo la riconfigurazione del pacchetto tramite il comando dpkg-reconfigure, o usando altri strumenti, come per esempio Synaptic.
Sebbene la prima scrittura di debconf utilizzò il Perl, durante lo sviluppo dello Debian-Installer, il programma di installazione di Debian introdotto dalla versione Sarge di Debian, il programma è stato riscritto in linguaggio C.
Quest'implementazione, battezzata cdebconf, è usata solo nel programma installatore ma mira rimpiazzare la precedente.